# Comuna Cășeiu, Cluj
Cășeiu (în maghiară Alsókosály) este o comună în județul Cluj, Transilvania, România, formată din satele Cășeiu (reședința), Comorâța, Coplean, Custura, Gârbău Dejului, Guga, Leurda, Rugășești, Sălătruc și Urișor.

## Date geografice
Comuna Cășeiu se află la 6 km nord-vest de orașul Dej. Este situată la poalele sudice ale Dealului Chiuiești (Dealurile Ciceului), în zona de confluență a râului Sălătruc cu râul Someș.
Comuna este compusă din centrul de comună Cășeiu și satele Coplean, Custura, Gârbău Dejului, Guga, Leurda, Rugășești, Sălătruc și Urișor.
Se întinde pe o suprafață de peste 83 km2, populația întregii comune fiind de 4.306 de locuitori (2011).

## Demografie
Componența etnică a comunei Cășeiu
     Români (85,05%)
     Romi (8,39%)
     Alte etnii (0,25%)
     Necunoscută (6,31%)
Componența confesională a comunei Cășeiu
     Ortodocși (80,37%)
     Penticostali (8,85%)
     Greco-catolici (2,63%)
     Alte religii (1,33%)
     Necunoscută (6,83%)
Conform recensământului efectuat în 2021, populația comunei Cășeiu se ridică la 4.375 de locuitori, în scădere față de recensământul anterior din 2011, când fuseseră înregistrați 4.437 de locuitori. Majoritatea locuitorilor sunt români (85,05%), cu o minoritate de romi (8,39%), iar pentru 6,31% nu se cunoaște apartenența etnică. Din punct de vedere confesional, majoritatea locuitorilor sunt ortodocși (80,37%), cu minorități de penticostali (8,85%) și greco-catolici (2,63%), iar pentru 6,83% nu se cunoaște apartenența confesională.

## Politică și administrație
Comuna Cășeiu este administrată de un primar și un consiliu local compus din 13 consilieri. Primarul, Marinel Baias[*], de la Partidul Național Liberal, este în funcție din 1 noiembrie 2024. Începând cu alegerile locale din 2024, consiliul local are următoarea componență pe partide politice:
|  | Partid                          | Consilieri | Componența Consiliului | Componența Consiliului | Componența Consiliului | Componența Consiliului | Componența Consiliului | Componența Consiliului |
|  | ------------------------------- | ---------- | ---------------------- | ---------------------- | ---------------------- | ---------------------- | ---------------------- | ---------------------- |
|  | Partidul Național Liberal       | 6          |                        |                        |                        |                        |                        |                        |
|  | Alianța pentru Unirea Românilor | 4          |                        |                        |                        |                        |                        |                        |
|  | Partidul Social Democrat        | 3          |                        |                        |                        |                        |                        |                        |

### Evoluție istorică
De-a lungul timpului populația comunei a evoluat astfel:
Cășeiu, Cluj - evoluția demografică

|  | Graficele sunt indisponibile din cauza unor probleme tehnice. Mai multe informații se găsesc la Phabricator și la wiki-ul MediaWiki. |

Date: Recensăminte sau birourile de statistică - grafică realizată de Wikipedia

## Istoric
Localitatea apare menționată în documente din 1261 sub numele de Kassal.
Pe teritoriul localității Cășeiu a fost descoperit Castrul roman Samum, ridicat în jurul anului 106 e.n. odată cu linia de apărare Porolissum - Tihău - Cășeiu - Ilișua.  Inițial a fost construit din pământ apoi a fost refăcut din piatră la dimensiunile 165 x 165 metri în vremea împăratului Hadrian (în secolul al III-lea).
Cășeiu a făcut parte din plasa Dej în cadrul comitatului Solnoc-Dăbâca, devenit în perioada interbelică județul Someș.

## Lăcașuri de cult
- Biserica romano-catolică din Coplean, secolul al XV-lea.
- Biserica de lemn din Gârbău Dejului „Sf. Arhangheli Mihail și Gavriil”, din secolul al XVIII-lea.
- Biserica de lemn din Leurda „Sf. Apostoli Petru și Pavel”, din secolul al XVIII-lea.

## Obiective turistice
- Castrul roman Samum
- Castelul Haller din Coplean (din secolul al XVIII-lea)

## Personalități
- János Bartalis (29 iulie 1893, Apața, Brașov - 18 decembrie 1976, Cluj). Bartalis a trăit la Cășeiu împreună cu soția sa, din 1920 până în 1933. În scrierile sale a imortalizat viața la Cășeiu. Poeziile sale au fost traduse în română de Emil Giurgiuca (1967) și Gelu Păteanu (1974);
- Nicolae Pura (1913-1981), preot greco-catolic, rector al Academiei Teologice din Cluj, deținut politic
- Corneliu Fânățeanu (1933-2014), tenor;
- Ioan Rus (n. 1955), politician.
- Ovidiu Purdea-Someș (n. 1965), cântăreț de muzică populară;
- Liviu Constantin Bumbu (n. 1977), artist plastic.

## Galerie de imagini

Comuna Cășeiu și satele componente